# Egitto ai Giochi della XXIV Olimpiade
L'Egitto partecipò ai Giochi della XXIV Olimpiade, svoltisi a Seul, Corea del Sud, dal 17 settembre al 2 ottobre 1988, con una delegazione di 49 atleti impegnati in dodici discipline.